# Teratophyllum hainanense
Teratophyllum hainanense là một loài thực vật có mạch trong họ Lomariopsidaceae. Loài này được S.Y. Dong & X.C. Zhang mô tả khoa học đầu tiên năm 2005.